# 杭州万达影城钱江新城店
杭州万达影城钱江新城店，原名杭州泽艺影城，位于杭州市解放东路8号砂之船天鹅街088号（市民公园地下），临近杭州大剧院，属于浙江星光院线旗下。2013年2月1日开业，面积逾3000平米，内设7个豪华数字影厅(其中1个VIP厅)，总座位数1000余个。影城现任总经理为管吉。
2017年11月，杭州的两家泽艺影院被万达影城收购，砂之船的泽艺影城更名为杭州万达影城钱江新城店，泽艺影城余杭店更名为杭州万达影城余杭店。

## 图片
- 主要入口
- 主要入口
- 售票处
- 大厅
- 大厅